# Shlomo Scharf

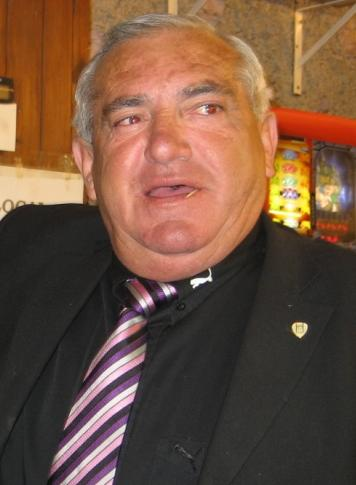
Shlomo Scharf

Shlomo Scharf, född 1 januari 1943, är en före detta israelisk/polsk fotbollstränare och fotbollsspelare. Idag är han kommentator på israeliska Sport 5 på tv med Ron Kaufmann.

## Tränaruppdrag
- 1982-1983 Bnei Yehuda
- 1983-1987 och 1990-1992 Maccabi Haifa FC
- 1992-1999 Israel
- 2000 Maccabi Tel Aviv

## Tränare i Israel
1992 tog Scharf över Israels landslag. Hans första mål var att leda Israel till VM 1994. Utmanarna i gruppen var Frankrike, Sverige och Bulgarien. Israel misslyckades och slutade sist i gruppen efter bl.a. 0-5 mot Sverige och 0-4 mot Frankrike. 3-2-vinsten borta mot Frankrike var den enda vinsten. Mot Bulgarien, Österrike och Finland tog man en pinne. Trots fiaskot stannade Shlomo kvar. Hans nästa mål var att leda Israel till EM 1996. Israel hade blandade resultat men slutade ändå bara femma före Azerbajdzjan. Man slog Polen 2-1 hemma och slutade med 3 vinster och oavgjorda samt 4 förluster. Men i kvalet till VM 1998 hamnade Israel i en enkel grupp. Utmanarna var Bulgarien och Ryssland. Israel slutade trea i den gruppen trots förlust med 0-2 mot Cypern. Men under kvalet till EM 2000 kom Israel under Scharf nära. Man slutade tvåa i gruppen efter bl.a. 5-0 mot Österrike. I playoffen förlorade man sammanlagt med 0-8 mot Danmark, och Scharf avgick.